# Devín
Devín (hist. niem. Theben, hist. węg. Dévény) – dzielnica Bratysławy położona w powiecie Bratysława IV, na zachód od centrum miasta, przy granicy z Austrią.

## Historia
Devín położony jest strategicznie – w miejscu, gdzie do Dunaju wpada rzeka Morawa (jest to tzw. Brama Hainburska, nazywana też Devińską), dlatego pierwsza ludność pojawiła się na tym terenie już w neolicie, a swoje forty graniczne budowali Rzymianie i Celtowie. Wraz z całą Bramą Morawską Devín (Dziewin) na początku XI wieku należał do Polski Bolesława Chrobrego.
Przez cały okres istnienia osady była ona związana z zamkiem Devín. Po raz pierwszy wzmiankowano ją w 1237 jako Villa Thebyn. Była to niewielka osada służebna, która w XV wieku uzyskała prawa miejskie. Stała się częścią dóbr devíńskich (właścicielami byli panowie na zamku), w skład których wchodziły jeszcze Dúbravka, Devínska Nová Ves, Karlova Ves i Rača. W XVI wieku osiedlili się tutaj Chorwaci, których z majątków zajętych przez Turków przesiedliła tutaj rodzina Batory – właściciele dóbr devińskich. W 1568 Devín uzyskał od cesarza różne przywileje, m.in. na organizowanie targów – w tym też okresie miasteczko było osadą targową, kwitło też rzemiosło.
Najwięcej ludności zajmowało się uprawą winorośli – o tym zajęciu wspominają już dokumenty z 1254. Oprócz tego mieszkali tutaj rybacy, garncarze i szewcy.

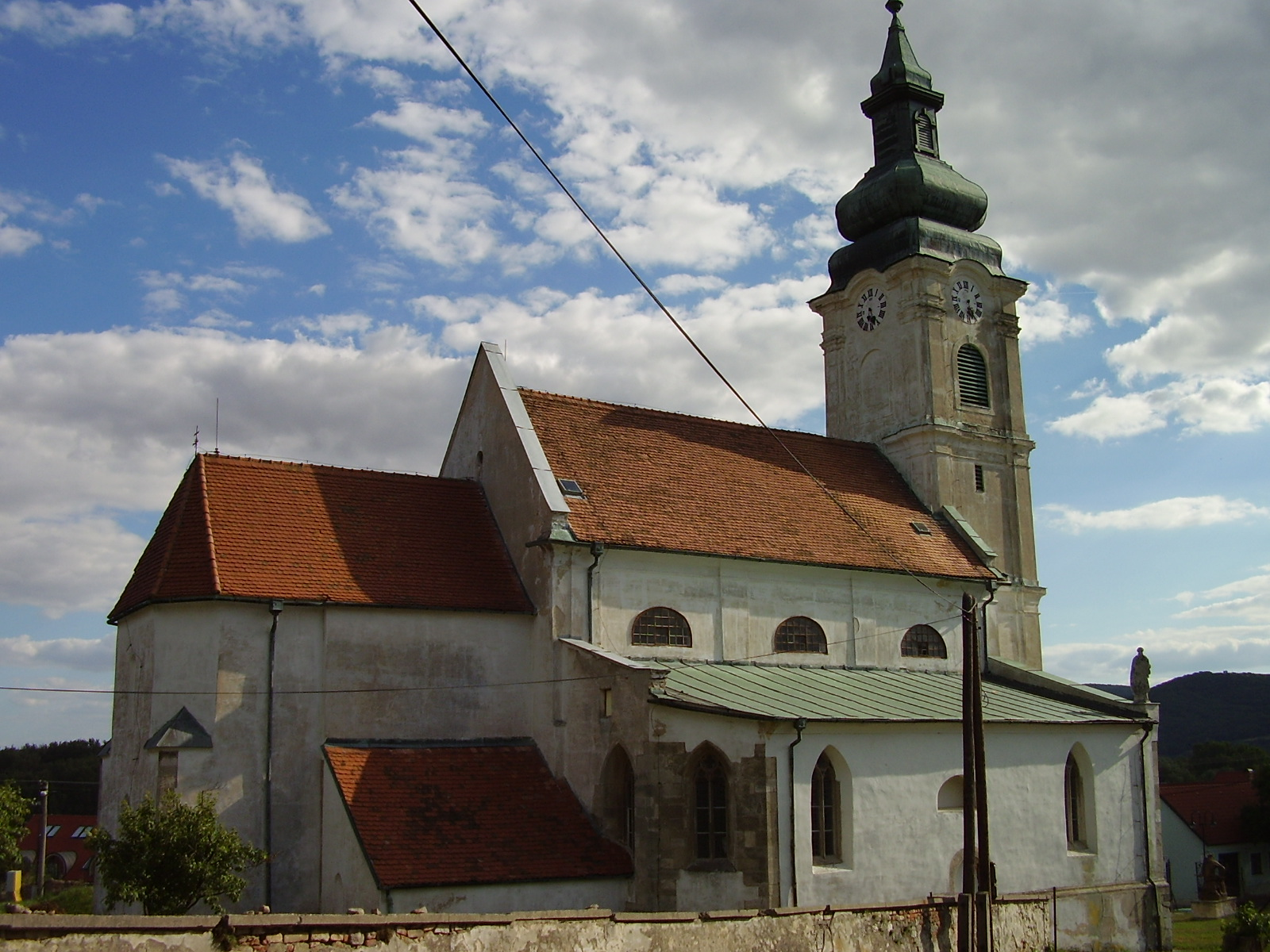
Kościół św. Krzyża – Panny Marii

W 1809 miasto i zamek spaliły wojska napoleońskie. W latach 1870–1890 działał w pobliżu kamieniołom należący do rodziny Lafranconi, w którym wydobywano kamień wykorzystywany do regulowania brzegów Dunaju.
W 1910 63% mieszkańców było Niemcami, 25% Słowakami, a 10% deklarowało narodowość węgierską. Mimo to po I wojnie światowej Devín przyłączono do Czechosłowacji. Wielonarodowościową społeczność zniszczyła dopiero II wojna światowa, gdyż w latach 1938–1945 Devín włączono do III Rzeszy w granice Dolnej Austrii (z racji licznej grupy Niemców – w 1930 nadal stanowili ponad połowę mieszkańców). Miejscowi nieliczni Żydzi zostali zamordowani, a Niemcy ewakuowali się przed wkroczeniem Armii Czerwonej.
W 1946 Devín włączono do miasta Bratysławy. Obecnie wraz z przyległymi terenami tworzy dzielnicę Devín (Bratysława IV). Większość mieszkańców zmuszona jest dojeżdżać do pracy do centrum.
Dzielnica mocno ucierpiała w 2002, podczas wielkiej powodzi. Mieszkańcy zostali częściowo ewakuowani, a wiele domów zalanych. Była to najbardziej zniszczona część Bratysławy.

## Zabytki i inne atrakcje
- zamek Devín
- kościół św. Krzyża-Panny Marii, którego początki sięgają XIV wieku. W wyniku kilku przebudów widoczne są w nim elementy romańskie, gotyckie, barokowe i klasycystyczne.
- kasztel z XVII wieku. W przeszłości mieścił się w nim zakon jezuitów, potem browar.
- pomnik poległych w I wojnie światowej z 1920

Devín otaczają wzgórza Małych Karpat ze szczytem Devínska Kobyla (514 m n.p.m.). Znajdują się tam ścieżki spacerowe i szlaki turystyczne, a dobre połączenie autobusowe z centrum Bratysławy sprawia, że dzielnica jest często odwiedzana przez turystów. W okresie letnim istnieje też możliwość podróży promem z okolic Nowego Mostu.